# Логвины (Кобелякский район)
Логвины (укр. Логвини) — бывшее село, Дрижиногреблянский сельский совет, Кобелякский район, Полтавская область, Украина.
Ликвидировано в 1988 году.

## Географическое положение
Село Логвины находилось в 2-х км от правого берега реки Кобелячка и в 2-х км от левого берега ручья Волчий.
На расстоянии в 1,5 км расположено село Дрижина Гребля.

## История
- 1988 — село ликвидировано[1].
- Имеется на карте 1869 года как хутор Лаваны[2]